# Vicente Ramón Roca

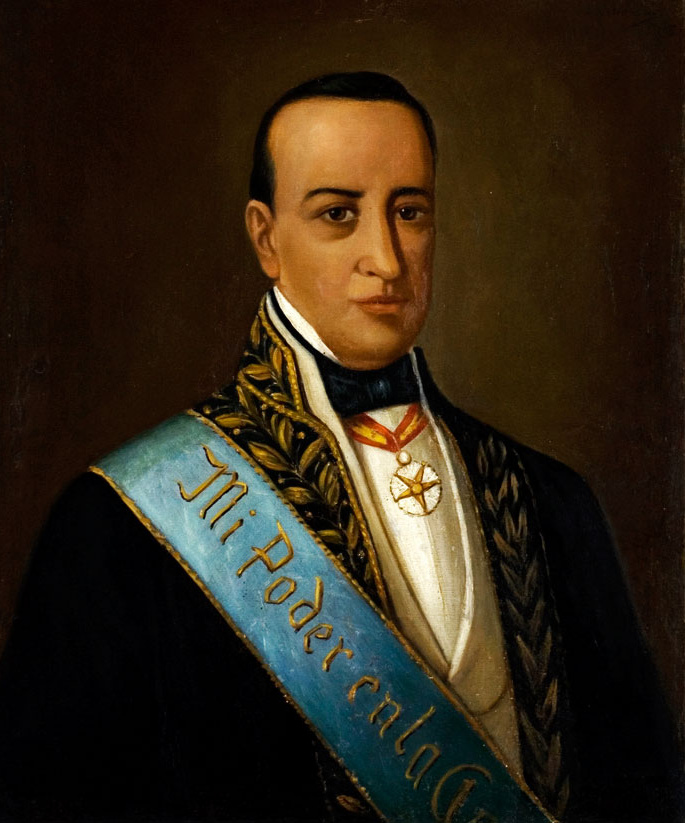
Vicente Ramón Roca

Vicente Ramón Roca Rodríguez (Guayaquil, 2 september 1792 – aldaar, 23 februari 1858) was een Ecuadoraans politicus.
Vicente Ramón Roca was een liberaal politicus. Hij was tegen president Flores' besluit om de grondwet te veranderen (1842) waardoor de laatste volmachten kreeg en aan een derde ambtstermijn kon beginnen. In maart 1845 kwam Roca samen met Vicente Rocafuerte en José Joaquín de Olmedo in opstand tegen president Flores. Na de vlucht van Flores naar Peru (18 juni 1845) en een kort interim-presidentschap van De Olmedo werd Roca op 8 december 1845 president. Hij moest de macht delen met Rocafuerte, de leider van de liberale partij.
Als president kreeg hij te kampen met een opstand van de democraten. Op 15 oktober 1849 week Roca als president ten gunste van partijgenoot Manuel de Ascásubi, die de democraten echter niet wist te bedwingen.